# ȽÁU,WELṈEW̱/John Dean Provincial Park
Der ȽÁU,WELṈEW̱/John Dean Provincial Park ist ein nur 173 ha großer Provincial Park in der kanadischen Provinz British Columbia. Der Park liegt im südöstlichen Teil von Vancouver Island, auf der Saanich-Halbinsel und gehört zum Capital Regional District.
Nach dem Strathcona Provincial Park (eingerichtete 1911) und dem Mount Robson Provincial Park (eingerichtet 1913) ist er der drittälteste der Provincial Parks in British Columbia.

## Anlage
Der Park liegt auf der Saanich Peninsula, etwa 26 Kilometer südlich befindet sich die Provinzhauptstadt Victoria. Rund 8 Kilometer nordwestlich des Parks liegt die Kleinstadt Sidney. Der von der Form an ein auf dem Rücken liegendes "L" erinnernde Park wird im Osten vom Highway 17 beziehungsweise im Westen vom Highway 17A weiträumig passiert. Der Park selber gruppiert sich um den Mount Newton, welcher mit 306 Meter der höchste Punkt im Park und auch auf der Halbinsel ist.
Im Park verteilt finden sich mehrere kleine und größere Flächen Marschland sowie einige kleine Seen und Bäche. Mitten im Park, auf dem Gipfel des Mount Newton, ist eine Fläche vom Park ausgenommen. Dort, nahe dem historischen Aussichtspunkt, befindet sich eine militärische Einrichtung. Etwas nordöstlich ist eine weitere kleine Fläche ausgenommen, hier befinden sich heute Fernmeldetürme.
Auf Grund der üblicherweise vorherrschenden Windrichtungen ist der Park, genau wie die gesamte Halbinsel, relativ gut vor den ansonsten recht häufigen und sehr ergiebigen Regenschauern geschützt. Die gesamte Halbinsel gilt als einer der niederschlagärmsten Bereiche an der Küste.
Bei dem Park handelt es sich um ein Schutzgebiet der Kategorie II (Nationalpark).

## Geschichte
Der Park wurde im Jahr 1921 eingerichtet. Das Gebiet ist eine Schenkung von John Dean. John Dean, welcher dann auch Namensgeber für den Park wurde, ist einer der frühen Politiker des nahegelegenen Victoria. Auf dem Gelände, welches das Kernstück des späteren Parks wurde, stand bei Parkgründung noch eine kleine Blockhütte, in welcher er regelmäßig die Sommermonate verbrachte. Das Gebäude wurde im Jahr 1957 abgerissen. Heute erinnert eine Gedenktafel daran.
Bei seiner Gründung hatte der Park eine Fläche von 100,87 Acres, was ungefähr 40,8 ha entspricht. Im Laufe der Zeit wurden die Parkgrenzen wiederholt neu festgelegt, zuletzt mit Gesetz vom 29. Juni 2000. Seit diesem Zeitpunkt umfasst der Park die heutigen 173 ha.
Wie jedoch bei fast allen Provinzparks in British Columbia gilt auch für diesen, dass er lange bevor die Gegend von Einwanderern besiedelt oder sie Teil eines Parks wurde, sie Siedlungs- und Jagd-/Fischereigebiet verschiedener Stämme der First Nations, hier hauptsächlich vom Volk der Saanich, war.
Im Jahr 2019 wurde mit dem Protected Areas Of British Columbia Amendment Act (Bill 16-2019) der Parkname von „John Dean Park“ in „ȽÁU,WELṈEW̱/John Dean Park“ geändert.

## Flora und Fauna
Innerhalb des Ökosystems von British Columbia wird das Parkgebiet Moist Maritime Subzone der Coastal Douglas Fir Zone zugeordnet. Gleiche biogeoklimatische Zonen zeichnen sich durch ein jeweils gleiches oder ähnliches Klima sowie gleiche oder ähnliche biologische und geologische Voraussetzungen aus. Daraus resultiert in den jeweiligen Zonen dann ein sehr ähnlicher Bestand an Pflanzen und Tieren.
Im Park wächst hauptsächlich die Küsten-Douglasie (im englischen Sprachraum „Coastal Douglas Fir“ genannt). Allerdings finden sich auch Populationen des Riesen-Lebensbaums, der Rot-Erle, der Oregon-Eiche, des Oregon-Ahorns und des Amerikanischen Erdbeerbaums. In ihrem Unterwuchs finden sich unter anderem die Gewöhnliche Mahonie, die Erlenblättrige Felsenbirne, die Pazifische Eibe sowie die Wald-Schaumspiere (Holodiscus discolor). Im Unterholz finden sich weiterhin der Nuttalls Blüten-Hartriegel, auch „Pazifischer Blüten-Hartriegel“ genannt (engl. „Pacific dogwood“), die Wappenpflanze von British Columbia.
Auf Grund der geringen Größe des Parks finden sich hier an größeren Säugetieren nur die, welche auch in der Umgebung vorkommen. Dies ist hauptsächlich der Columbia-Schwarzwedelhirsch und verschiedene kleinere Säuger wie Amerikanischer Nerz und Waschbär. Die Population an kleineren Säugern, Reptilien und Amphibien wurde bisher noch nicht genauer untersucht.
Die vorkommenden Vogelarten sind zahlreich und reichen von weitverbreiteten Arten bis zu bedrohten Arten. Es kommen große Jäger wie Weißkopfseeadler und Wanderfalke vor, ebenso verschiedene See- und Wasservögel und auch normale Vogelarten. Gesichtet wurden unter anderem: Helmspecht, Eistaucher Rothalstaucher, Kanadareiher oder Klippenausternfischer.

## Benachbarte Parks
Auf der Halbinsel befinden sich noch weitere Parks. Neben den beiden westlich gelegenen Provincial Parks Gowlland Tod und Goldstream findet sich östlich gelegen auch noch der Gulf-Islands-Nationalpark.

## Aktivitäten
Der Park ist grundsätzlich ein kleiner Park für Tagesbesucher. Umfangreiche touristische Infrastruktur bietet er daher nicht. Der Park verfügt nur über eine sehr einfache Sanitäranlage. Schwerpunkt der touristischen Nutzung ist das Wandern, dafür wurde im Park auch ein dichtes Netz von Wanderwegen angelegt. Eingebettet in dieses Wandernetz sind die fünf Aussichtspunkte. Da sich der Park um einen Berg herum zieht, sind auf den Wanderwegen ständig unterschiedliche Höhen zu erwandern.